# أسامة الباز
أسامة الباز (6 يوليو 1931 - 14 سبتمبر 2013) هو مدير مكتب الرئيس المصري السابق محمد حسني مبارك للشئون السياسية، وشقيق عالم الجيولوجيا في وكالة الفضاء الأمريكية ناسا الدكتور فاروق الباز. شغل عدة مناصب سياسية ودبلوماسية مرموقة فكان أحد وكلاء معهد الدراسات الدبلوماسية، ثم وزيرًا مفوضًا بمكتب وزير الخارجية، ثم انتدب للعمل مستشارًا سياسيًا لنائب رئيس الجمهورية (محمد حسني مبارك) بجانب عمله الرسمي بوزارة الخارجية، ورقي استثنائيًا إلى درجة سفير ثم إلى درجة سفير ممتاز بمناسبة تعيينه وكيلًا أول لوزارة الخارجية ومديرًا لمكتب رئيس الجمهورية للشؤون السياسية.

## حياته
ولد الدكتور أسامة الباز قرية طوخ الأقلام بمدينة السنبلاوين وهي إحدى مدن محافظة الدقهلية في 6 يوليو 1931، والده هو الشيخ السيد محمد الباز من شيوخ المعاهد الأزهرية، ووالدته هي السيدة زاهية أبو العطا حمودة من أعيان قريتها، وشقيقه الأصغر هو العالم المصري فاروق الباز. أنجب والديه تسعة من البنين والبنات وهم دون ترتيب (محمد الطاهر «ضابط جيش»، أسامة، عصام «ضابط جيش»، فاروق «عالم جيولوجي»، حازم «مهندس»، نبيل «محاسب»، ليلى «كلية الفنون»، ثريا «كلية العلوم»، صفاء «طبيبة») كان ترتيب أسامة الثاني بينهم. تنقل والده بسبب ظروف عمله بين أكثر من مدينة مثل الزقازيق والمنصورة ودمياط وشبين الكوم حتى عين مديرًا لإدارة البعوث الإسلامية بالأزهر الشريف وكانت أسرته بطبيعة الحال تنتقل معه أينما ذهب.

## مسيرته العلمية
التحق بالمدرسة الثانوية بمدينة دمياط بسبب عمل والده بها سنة 1944، التحق بكلية الحقوق بجامعة فؤاد الأول «جامعة القاهرة حاليًا» سنة 1948 وتخرج فيها سنة 1952، ثم سافر إلى الولايات المتحدة وحصل على درجة الماجستير ثم الدكتوراه في القانون الدولي من جامعة هارفارد عام 1968.

## مسيرته المهنية
بدأ حياته العملية بالعمل في سلك النيابة تنقل خلالها بين أقسام الوايلي والظاهر والزيتون ونيابة الأحداث، ثم التحق بوزارة الخارجية عام 1958 بالإدارة العامة للأبحاث، وبعد حصوله على الدكتوراه باشر عمله سنة 1968 بإدارة معهد الدراسات الدبلوماسية بوزارة الخارجية، وفي عام 1973 انتقل للعمل بمكتب وزير الخارجية السيد/ إسماعيل فهمي، وترقى في هذا المنصب إلى درجة وزير مفوض، وحصل على وسام الجمهورية من الطبقة الثانية من الرئيس أنور السادات عام 1974 تقديراً لخدماته ومساهماته في مفاوضات كامب ديفيد، وفي عام 1977 انتدب للعمل مستشاراً سياسياً لنائب رئيس الجمهورية بجانب عمله الرسمي بوزارة الخارجية، ثم رقي استثنائياً إلى درجة سفير سنة 1979 ثم إلى درجة سفير ممتاز سنة 1982 بمناسبة تعيينه وكيلاً أول لوزارة الخارجية ومديراً لمكتب رئيس الجمهورية للشئون السياسية، وتولى من موقعه هذا رئاسة مجلس السلك الدبلوماسي والقنصلي (رغم أنه لم يعمل طوال حياته الدبلوماسية في أي سفارة أو بعثة خارجية).
- قرار رئيس الجمهورية رقم 156 لسنة 1977 بتعيين الوزير المفوض أسامة الباز في درجة سفير بديوان عام وزارة الخارجية وتعيينه وكيلاً لوزارة الخارجية.[6]
- قرار رئيس الجمهورية رقم 527 لسنة 1977 بتعيين أسامة الباز بالفئة الممتازة بمستوى وظائف الإدارة العليا برئاسة الجمهورية[7]
- قرار رئيس الجمهورية 562 لسنة 1977 بتعيين أسامة الباز وكيل وزارة الخارجية سفيراً من الدرجة الممتازة وندبه للعمل مديراً لمكتب نائب رئيس الجمهورية للشئون السياسية بالإضافة إلى عمله الأصلي بوزارة الخارجية.[8]

## دوره السياسي

من اليمين: أسامة الباز، أنور السادات، جيمي كارتر أثناء مفاوضات كامب ديفيد 1978.

### في عهد الرئيس السادات
كان الرئيس السادات يعتبره حلقة وصل مع دوائر متضادة كثيرة: حلقة وصل مع الأمريكان، الفلسطينيين، الإسرائيليين، اليساريين، أهل اليمين في مصر، ومع الناقدين لسياسة الثورة، وكذلك مع مؤيديها، وكان أسامة قادرًا على أداء كل ذلك في نفس الوقت. كما شارك في مفاوضات كامب ديفيد.

## زواجه
تزوج الباز رسمياً من الدبلوماسية / مها فهمي «أم ابنه باسل» عام 1970، ثم من مذيعة التليفزيون المصري / أميمة تمام، وأعلنت الممثلة المصرية / نبيلة عبيد أنها كانت متزوجة سراً من الباز لمدة 9 سنوات إلى أن تم الطلاق.

## مؤلفاته
هو مؤلف كتاب «مصر في القرن (21) الآمال والتحديات» الذي نشره مركز الأهرام للترجمة والنشر.

## وفاته
توفي فجر يوم السبت الموافق 14 سبتمبر 2013 بمستشفى السلام الدولي بالقاهرة عن عمر ناهز 82 عاماً. ودفن بمقابر القوات المسلحة بمدينة نصر.